# Balbina Gayo Gutiérrez
Balbina Gayo Gutiérrez (Besullo, 1901- Cangas de Narcea, 1936), fue una maestra de la Segunda República, directora de centro educativo que ejerció el magisterio en Cangas de Narcea. Fue detenida por falangistas el 9 de septiembre de 1936, cuando se dirigía a abrir su escuela e inaugurar el curso escolar, y asesinada un día después por los franquistas que apoyaron el Golpe de Estado en España de julio de 1936, por ser maestra.

## Biografía
Balbina Gayo Gutiérrez fue maestra en el periodo de la Segunda República Española, llegando a ser directora de un grupo escolar. Casada con, el también maestro, Ceferino Farfante Rodríguez, ambos participaron del esfuerzo dedicado a la educación durante el periodo de la II República, trabajando, apoyándose y compartiendo ideario educativo. Tuvieron tres hijas.
En un tiempo en que las mujeres tenían el campo de acción muy limitado, Balbina consiguió ser independiente, estudiar una carrera, casarse con quién quiso, trabajar y llegar a ser directora de colegio.

## Trayectoria
Fue una maestra de ideas pedagógicas avanzadas y renovadoras que llegó a ser directora de las Escuelas Graduadas de Cangas de Narcea (Asturias) donde ejerció el magisterio, creó un Centro de Colaboración Pedagógica con influencia en las escuelas pertenecientes al Concejo de Cangas del Narcea, área muy grande, se componía de más de cien profesores repartidos entre las aldeas más pequeñas y estableció reuniones o encuentros mensuales que promovían la comunicación entre ellos. En julio de 1935 llegaron a organizar una Semana Pedagógica. Crearon una cantina escolar y una biblioteca, con el fin de facilitar el estudio y la formación.
Balbina Gayo fue directora de maestras y maestros, en una época en que era muy raro que una mujer tuviera mando sobre los hombres. Estableció clases para adultos tanto para hombres como para mujeres; las alumnas mayores podían tener a sus hijos con ellas, pues para facilitarles la asistencia ella les dejaba ir con los hijos.

## Asesinato
Balbina Gayo Gutiérrez fue detenida el 9 de septiembre de 1936 por las tropas falangistas, cuando se dirigía a abrir la escuela e inaugurar el curso escolar en el pueblo asturiano de Cangas del Narcea. Su marido y maestro en el mismo pueblo, Ceferino Farfante Rodríguez fue detenido al día siguiente cuando fue a interesarse por Balbina. Al día siguiente, 10 de julio, los fusilaron a los dos. Balbina está enterrada en una cuneta. A Ceferino lo tiraron por un barranco. Tenían 35 años Balbina y 34 años Ceferino.
Cuando los asesinaron, sus hijas Noemí de 7 años, Hilda de 5 y Berta de 4. A las tres niñas las separaron y las llevaron a vivir con diferentes familiares, Hilda se fue con su tía Guillermina, también maestra, estudió Magisterio y ejerció la profesión de su madre y su padre.

## Reconocimiento
El 30 de marzo de 2008 el pueblo de Besullo rindió un homenaje a la maestra Balbina Gayo Gutiérrez y al maestro Ceferino Farfante Rodríguez, ambos fusilados. Su hija Hilda Farfante Gayo fue la encargada de descubrir el monolito erigido en su recuerdo.
El alcalde de Besullo destacó el trabajo de estos maestros por su empeño en llevar valores tan importantes como la cultura, el progreso y la libertad hasta los lugares más recónditos, «incluso pagando por ello con su vida».